# Ит-Агар
Ит-Агар (кирг. Ит-Агар) — село Аксыйского района, Джалал-Абадской области Кыргызстана. Входит в состав Авлетимского аильного округа. Ит-Агар дословно означает «унесший собаку».
Расположено вдоль бурной одноименной реки на высоте 1140 м над уровнем моря. Находится юго-западнее Авлетима в 22 км к северо-востоку от города Кербен и 80 км от железнодорожной станции Шамалды-Сай.

## Население
По состоянию на начало 2021 года население составляло 1 301	житель (в 2009 году было 986 чел.).
Население, в основном, работает в сельском хозяйстве, развито животноводство.
Село находится в зоне селевых потоков.

## История
Основано в 1930 году.
До 1990 года входило в состав Ошской области.